# Primera División (Chile) 1990
Die Primera División 1990, auch unter dem Namen 1990 Campeonato Nacional de Fútbol Profesional bekannt, war die 58. Saison der Primera División, der höchsten Spielklasse im Fußball in Chile.
Die Meisterschaft gewann das Team von CSD Colo-Colo, das sich damit für die Copa Libertadores 1991 qualifizierte. Es war der siebzehnte Meisterschaftstitel für den Klub. Für die Copa Libertadores qualifizierte sich zudem Deportes Concepción über die Liguilla zur Copa Libertadores. Die Copa Apertura 1990 gewann Meister Colo-Colo.
Der  Letzte CD Huachipato und der Vorletzte der Tabelle Deportes Iquique stiegen direkt in die zweite Liga ab. Naval de Talcahuano, das sich sportlich über die Relegationsliguilla rettete, löste sich am Saisonende auf. Der Platz wurde an den nächsten Liguillaplatzierten, an Deportes Antofagasta vergeben.

## Modus
Die 16 Teams spielen jeder gegen jeden mit Hin- und Rückspiel. Meister ist die Mannschaft mit den meisten Punkten und qualifiziert sich für die Copa Libertadores. Bei Punktgleichheit entscheidet ein Entscheidungsspiel um die bessere Position, wenn es um die Meisterschaft geht. In den anderen Fällen entscheidet das Torverhältnis. Die letzten zwei Teams der Tabelle steigen in die zweite Liga ab. Der Drittletzte der Tabelle spielt eine Liguilla mit zwei Zweitligateams. Der Erstplatzierte dieser Liguilla spielt in der Folgesaison erstklassig, die anderen beiden Teams zweitklassig. Der zweite Startplatz der Copa Libertadores wird durch eine Liguilla, an der die Mannschaften der Plätze 2 bis 5 teilnehmen, ausgespielt. Bei Punktgleichheit des ersten oder zweiten Platzes gibt es ein Entscheidungsspiel.

## Teilnehmer
Die drei Absteiger der Vorsaison Deportes Valdivia, Rangers de Talca und Unión San Felipe wurden durch die Aufsteiger Universidad de Chile, CD Palestino und Santiago Wanderers ersetzt. Folgende Vereine nahmen daher an der Meisterschaft 1990 teil:
| Mannschaft           | Stadt             |
| -------------------- | ----------------- |
| CD Cobreloa          | Calama            |
| CD Cobresal          | El Salvador       |
| CSD Colo-Colo        | Santiago de Chile |
| Deportes Concepción  | Concepción        |
| Deportes Iquique     | Iquique           |
| Deportes La Serena   | La Serena         |
| Everton              | Viña del Mar      |
| Fernández Vial       | Concepción        |
| CD Huachipato        | Talcahuano        |
| Naval de Talcahuano  | Talcahuano        |
| CD O’Higgins         | Rancagua          |
| CD Palestino         | Santiago de Chile |
| Unión Española       | Santiago de Chile |
| Universidad Católica | Santiago de Chile |
| Universidad de Chile | Santiago de Chile |
| Santiago Wanderers   | Valparaíso        |

## Tabelle
| Pl.                                | Verein                   | Sp. | S  | U  | N  | Tore    | Diff. | Punkte |
| ---------------------------------- | ------------------------ | --- | -- | -- | -- | ------- | ----- | ------ |
| 1.                                 | CSD Colo-Colo (1) (M, P) | 30  | 17 | 10 | 3  | 060:220 | +38   | 46     |
| 2.                                 | Universidad Católica (2) | 30  | 13 | 11 | 6  | 064:410 | +23   | 38     |
| 3.                                 | Unión Española (2) (P)   | 30  | 13 | 10 | 7  | 060:370 | +23   | 37     |
| 4.                                 | CD O’Higgins (2)         | 30  | 15 | 4  | 11 | 052:450 | +7    | 35     |
| 5.                                 | CD Palestino (N)         | 30  | 12 | 9  | 9  | 052:450 | +7    | 33     |
| 6.                                 | Deportes Concepción      | 30  | 12 | 9  | 9  | 041:450 | −4    | 33     |
| 7.                                 | CD Cobreloa              | 30  | 11 | 9  | 10 | 044:420 | +2    | 31     |
| 8.                                 | Deportes La Serena       | 30  | 9  | 12 | 9  | 044:410 | +3    | 30     |
| 9.                                 | CD Cobresal              | 30  | 9  | 11 | 10 | 034:380 | −4    | 29     |
| 10.                                | Fernández Vial           | 30  | 7  | 13 | 10 | 029:490 | −20   | 27     |
| 11.                                | Universidad de Chile (N) | 30  | 7  | 12 | 11 | 037:390 | −2    | 26     |
| 12.                                | Santiago Wanderers (N)   | 30  | 7  | 12 | 11 | 039:530 | −14   | 26     |
| 13.                                | Naval de Talcahuano      | 30  | 8  | 9  | 13 | 032:470 | −15   | 25     |
| 14.                                | Everton                  | 30  | 7  | 10 | 13 | 030:420 | −12   | 24     |
| 15.                                | Deportes Iquique         | 30  | 9  | 6  | 15 | 043:560 | −13   | 24     |
| 16.                                | CD Huachipato            | 30  | 3  | 15 | 12 | 024:430 | −19   | 21     |
| Quelle: rsssf.org, Stand: Endstand |                          |     |    |    |    |         |       |        |

| (M) | Vorjahresmeister     |
| (P) | Vorjahrespokalsieger |
| (N) | Aufsteiger           |

## Beste Torschützen
| Rang | Spieler                | Klub                 | Tore |
| ---- | ---------------------- | -------------------- | ---- |
| 1    | Rubén Martínez         | CSD Colo-Colo        | 22   |
| 2    | Carlos Gustavo de Luca | Deportes La Serena   | 19   |
| 3    | Aníbal González        | CD O’Higgins         | 17   |
|      | Gerardo Reinoso        | Universidad Católica | 17   |
| 5    | Juan Carlos González   | Unión Española       | 16   |
|      | Richard Zambrano       | Unión Española       | 16   |

## Liguilla um die Copa Libertadores
| Pl. | Verein               | Sp. | S | U | N | Tore    | Diff. | Punkte |
| --- | -------------------- | --- | - | - | - | ------- | ----- | ------ |
| 1.  | Deportes Concepción  | 3   | 2 | 0 | 1 | 005:400 | +1    | 04     |
| 2.  | Universidad Católica | 3   | 1 | 1 | 1 | 006:500 | +1    | 03     |
| 3.  | CD O’Higgins         | 3   | 1 | 1 | 1 | 003:500 | −2    | 03     |
| 4.  | Unión Española (P)   | 3   | 1 | 0 | 2 | 003:300 | ±0    | 02     |

## Relegation

### Relegationsliguilla
| Pl. | Verein                   | Sp. | S | U | N | Tore    | Diff. | Punkte |
| --- | ------------------------ | --- | - | - | - | ------- | ----- | ------ |
| 1.  | Everton (1)              | 3   | 1 | 2 | 0 | 006:400 | +2    | 04     |
| 2.  | Naval de Talcahuano (1)  | 3   | 1 | 2 | 0 | 005:300 | +2    | 04     |
| 3.  | Deportes Antofagasta (2) | 3   | 0 | 2 | 1 | 007:900 | −2    | 02     |
| 4.  | Rangers de Talca (2)     | 3   | 0 | 2 | 1 | 004:600 | −2    | 02     |

Da sich der Klub Naval de Talcahuano am Saisonende auflöste, wurde er als Absteiger erklärt und der Platz in der Primera División 1991 an den Liguilladritten Deportes Antofagasta vergeben.